# Дорогая Маша Березина
«Дорогая Маша Березина» — российский оригинальный мелодраматический телесериал производства компании «Амедиа» (Sony Pictures Television International).

## Сюжет
Маша Березина, супермодель, возвращается в Москву после долгой работы в лучших модельных Домах Европы: она известна в Париже, Милане, Лондоне и в других европейских модельных столицах.
В Москве, где она не была восемь лет, Маша встречается со своей прошлой жизнью — со своими подругами, одноклассниками, со своей первой любовью — Димой Романовым. Но Маша изменилась. Напрасно Дима пытается разбудить в ней прежние чувства. Сердце Маши уже занято другим.

## Критика
Съёмки сериала велись параллельно с эфиром. Сжатые сроки работы не позволяли переснять не очень удачные сцены, поэтому они попадали в премьерный показ. После выхода сериала в эфир компанию АМЕДИА начали упрекать в создании некачественного кино и метода работы, портящего репутацию начинающих актёров кино.

## В ролях
- Анна Азарова — Мария Николаевна Березина, супермодель
- Виктор Вержбицкий — Геннадий Норштейн (нет в титрах)
- Мария Шукшина — Екатерина Круглова, директор модельного агентства Look, подруга Маши, жена Александра, любовница Игоря, бывшая модель
- Жан-Франк Шарансоннэ — Венсан де ла Ранта, владелец международного модельного агентства Glam
- Алёна Бондарчук — Нина Березина
- Валерий Николаев — Антон Польских, генеральный директор компании мобильной связи
- Борис Бирман — Игорь Панин
- Степан Морозов — Дмитрий Романов
- Анна Горшкова — Ольга Смирнова, близкая подруга Маши
- Анатолий Руденко — Станислав Николаевич Березин, младший брат Маши Березиной, начинающий фотограф
- Анна Табанина — Татьяна Николаевич Березина, младшая сестра Маши
- Борис Невзоров — Николай Березин, отец Маши, Тани и Стаса, лётчик, полковник авиации на пенсии
- Анна Чиповская — Светлана Попова
- Евгения Осипова
- Александр Яцко — Герман Петрович Уткин
- Павел Мисаилов — Сергей Скворцов (во всех эпизодах)
- Петар Зекавица — Даниэль Бергер
- Карина Иванова — Катя в молодости